# Министерство торговли СССР
Министерство торговли СССР — союзно-республиканское министерство, осуществлявшее руководство розничной и оптовой торговлей и общественным питанием в Советском Союзе.

## История
Министерство было образовано в марте 1946 года как Министерство внутренней торговли.
Законом СССР от 15 марта 1953 года оно было объединено с Министерством внешней торговли в одно Министерство внутренней и внешней торговли. Вновь выделено в отдельное союзно-республиканское министерство Указом Президиума Верховного Совета СССР от 24 августа 1953 г.
Во время реформы 1957— 1965 годов Министерство было реорганизовано в Государственный комитет по торговле. Окончательно упразднено 1 декабря 1991 г. на основании постановления Государственного Совета СССР от 14 ноября 1991 г.
В республиках СССР и их автономных областях существовали свои министерства торговли, в областях — областные отделы торговли (с 1990-х годов реорганизованы в областные комитеты торговли), в районах — районные отделы торговли (в 1990-х реорганизованы в районные департаменты торговли), в городах — городские отделы торговли (в 1990-е реорганизованы в городские департаменты торговли).

## Министры
- 1946—1948 гг. — Любимов Александр Васильевич
- 1948—1953 гг. — Жаворонков Василий Гаврилович
- 1953—1955 гг. — Микоян Анастас Иванович
- 1955—1958 гг. — Павлов Дмитрий Васильевич
- 1965—1983 гг. — Струев Александр Иванович
- 1983—1986 гг. — Ващенко Григорий Иванович
- 1986—1991 гг. — Терех Кондрат Зигмундович

## Заместители министра (1970 - 1990 гг.)
- 1-й заместитель министра Трифонов Сергей Андреевич
- 1-й заместитель министра Кондрашов Пётр Дмитриевич
- заместитель министра Давыдов Иван Лукич
- заместитель министра Алёшин Сергей Дмитриевич
- заместитель министра Саруханов Сурен Ефремович
- заместитель министра Бычков Виктор Григорьевич
- заместитель министра Исаев Фёдор Иванович
- заместитель министра Фесенко Фридрих Дмитриевич [1]
- заместитель министра Марчук Фёдор Лукьянович